# جوشوا ميلز (سياسي)
جوشوا ميلز (بالإنجليزية: Joshua Mills)‏ هو سياسي أمريكي، ولد في 1797 في فرانسيستاون في الولايات المتحدة، وتوفي في 1841 في كليفلاند في الولايات المتحدة. حزبياً، نشط في حزب اليمين.